# قائمة الأدوية المعروفة للاستخدام دون تصريح
أصبحت العقاقير الصيدلانية معروفة للاستخدام بدون تصريح عندما تبدأ المنشورات في مناقشة كيفية استخدامها لعلاج الحالات الطبية خارج التصريح التي اصدرت ووافقت عليه الجهات الطبية .
- سيترات الفنتانيل: يتم استخدام (سيترات الفنتانيل عن طريق الفم) ، وهي المواد الخاضعة للرقابة ، خارج الملصق لعلاج الآلام المزمنة غير الخبيثة المتوسطة إلى الشديدة على الرغم من الموافقة عليها في الولايات المتحدة فقط للألم الاختراقي في مرضى السرطان.[1]
- بيفاسيزوماب: يتم استخدامه ضد التنكس البقعي الرطب المرتبط بالعمر ، وكذلك الوذمة البقعية الناتجة عن أمراض مثل اعتلال الشبكية السكري وانسداد الوريد الشبكي المركزي.[2]
- أثبت البوبرينورفين بشكل تجريبي (1982-1995) أنه فعال ضد الاكتئاب الشديد المقاوم للحرارة.[3][3]
- يُشار إلى Bupropion ، عند بيعه تحت الاسم التجاري Wellbutrin ، للاكتئاب. كما يباع كدواء للإقلاع عن التدخين تحت اسم زيبان. في أونتاريو ، كندا ، لا تغطي خطط الأدوية الإقليمية خطط الإقلاع عن التدخين. وبالتالي ، يمكن للطبيب كتابة وصفة طبية لـ Wellbutrin للمساعدة في الإقلاع عن عادة التدخين. في بعض الأحيان يتم وصفه أيضًا كخط علاج ثانٍ لاضطراب فرط الحركة ونقص الانتباه ، وغالبًا ما يتم دمجه مع المنشط المستخدم ، ولكن تبين أيضًا أنه يعمل بمفرده كمثبط لاسترداد النوربينفرين والدوبامين. يتم إعطاؤه أيضًا لمواجهة الآثار السلبية لمثبطات استرداد السيروتونين الانتقائية على الرغبة الجنسية ، وانعدام النشوة الجنسية وانعدام التلذذ.
- تم استخدام كاربامازيبين أو تيجريتول كمثبت للمزاج وهو علاج مقبول للاضطراب ثنائي القطب.
- عقار كلوميفين (كلوميد) لعقم الذكور: تمت الموافقة على عقار كلوميفين لعقم النساء بسبب اضطراب التبويض.
- كلونيدين (كاتابريس) لاضطراب فرط الحركة ونقص الانتباه: تمت الموافقة على الكلونيدين ويستخدم بشكل شائع لعلاج ارتفاع ضغط الدم. تشمل الاستخدامات الأخرى خارج التسمية ألم السرطان ، والتعرق الساخن ، وبعض الاضطرابات النفسية ، والاعتماد على النيكوتين ، وانسحاب المواد الأفيونية ، والصداع النصفي ، ومتلازمة تململ الساق.
- الكولشيسين (Colcrys) لالتهاب التامور: يشار إلى الكولشيسين لعلاج النقرس والوقاية منه ، على الرغم من أنه يعتبر أيضًا علاجًا أوليًا لالتهاب التامور الحاد ، فضلاً عن منع النوبات المتكررة. على الرغم من أن الآلية الدقيقة للكولشيسين ليست مفهومة تمامًا ، يبدو أن تأثيره المضاد للالتهابات في التهاب التامور مرتبط بقدرته على تثبيط التجميع الذاتي للأنابيب الدقيقة ، مما يؤدي إلى انخفاض حركية الكريات البيض والبلعمة. تشمل الاستخدامات الأخرى غير المعتمدة من قِبل إدارة الأغذية والعقاقير (FDA) التقران السفعي والداء النشواني ومرض بيروني والصدفية.
- ديكساميثازون وبيتاميثازون في المخاض المبكر ، لتعزيز النضج الرئوي للجنين.
- تم استخدام دوكسيبين Doxepin في علاج الوذمة الوعائية وتفاعلات الحساسية الشديدة بسبب خصائصه القوية كمضادات الهيستامين.
- يستخدم جابابنتين ، المعتمد لعلاج النوبات والألم العصبي التالي للهربس عند البالغين ، خارج التسمية في مجموعة متنوعة من الحالات بما في ذلك الاضطراب ثنائي القطب ، والرعاش الأساسي ، والهبات الساخنة ، والوقاية من الصداع النصفي ، ومتلازمات الألم العصبي ، ومتلازمة الطرف الوهمي ، ومتلازمة تململ الساق.
- تمت الموافقة على الليثيوم من قبل إدارة الغذاء والدواء الأمريكية (FDA) لعلاج الاضطراب ثنائي القطب ويتم وصفه على نطاق واسع خارج التسمية كعلاج للاضطراب الاكتئابي الرئيسي ، غالبًا كعامل زيادة. ينصح باستخدام الليثيوم لعلاج الاضطرابات الفصامية فقط بعد فشل مضادات الذهان الأخرى. له فعالية محدودة عند استخدامه بمفرده.
- تستخدم كبريتات المغنيسيوم في التوليد في حالات الولادة المبكرة وتسمم الحمل.
- ميمانتين (ناميندا) للوسواس القهري: تمت الموافقة على ميمانتين لعلاج مرض الزهايمر.
- الميثوتريكسات (MTX) ، المعتمد لعلاج سرطان المشيمة ، كثيرًا ما يستخدم للعلاج الطبي لحمل خارج الرحم غير المنقطع. لا يوجد دواء معتمد من إدارة الغذاء والدواء لهذا الغرض ، وهناك حافز ضئيل لرعاية دواء غير مسجل ببراءة اختراع مثل MTX لموافقة إدارة الغذاء والدواء.
- تمت الموافقة على الميزوبروستول لأنظمة الإجهاض الدوائي عند إعطائه في المكتب ، لكن الأطباء غالبًا ما يعطون مرضى الإجهاض الدواء الذي يجب تناوله في المنزل.
- Prazosin (Minipress) للكوابيس: تمت الموافقة على prazosin لاستخدام ارتفاع ضغط الدم. أظهرت مراجعة منهجية عام 2012 فائدة صغيرة في علاج الذعر الليلي المرتبط باضطراب ما بعد الصدمة. تشمل الاستخدامات الأخرى غير المعتمدة من إدارة الغذاء والدواء للبرازوسين علاج مرض رينود والتسمم بسبب سم العقرب.
- Propranolol (Inderal) لقلق الأداء: بروبرانولول هو حاصرات بيتا غير انتقائية تستخدم لعلاج ارتفاع ضغط الدم والوقاية من الذبحة الصدرية. في عام 1991 ، أظهرت دراسة منشورة أن جرعة واحدة من بروبرانولول مباشرة قبل اختبار القدرات الدراسية (SAT) أدت إلى تحسن كبير في أداء طلاب المدارس الثانوية المعرضين للخلل الإدراكي بسبب القلق من الاختبار. بالإضافة إلى إجراء الاختبار ، تم اختبار البروبرانولول للخطابة العامة ، وإجراء الجراحة ، والحفلات الموسيقية ، والرياضة ، وكل ذلك بدرجات متفاوتة من الفائدة. تشمل الاستخدامات الأخرى غير المصرح بها لبروبرانولول علاج عاصفة الغدة الدرقية ، وارتفاع ضغط الدم البابي ، والاكاثيسيا الناجم عن مضادات الذهان.
- Quetiapine (Seroquel) للأرق: تمت الموافقة على quetiapine لعلاج الفصام والاضطراب ثنائي القطب.
- Retigabine (INN) هو مضاد للاختلاج يستخدم كعلاج مساعد للصرع الجزئي في المرضى البالغين ذوي الخبرة العلاجية. حاليًا ، يتم اختباره في علاج طنين الأذن.
- تمت الموافقة على دواء SSRI سيرترالين (زولوفت) كمضاد للاكتئاب ، ولكن يتم وصفه أيضًا بشكل شائع خارج الملصق لمساعدة الرجال الذين يعانون من سرعة القذف.
- يستخدم ترامادول ، وهو مسكن للألم أفيوني المفعول ، لعلاج القذف الحاد ، ويمكن استخدامه أيضًا ضد متلازمة تململ الساقين. [بحاجة لمصدر]
- تعتبر الجرعات المنخفضة من النالتريكسون رخيصة الثمن بدون آثار جانبية وتستخدم لعلاج السرطان وأمراض المناعة الذاتية مثل تصلب الكبيبات القطعي البؤري.
- النالتريكسون (ريفيا) للإدمان السلوكي: هناك بعض الاعتقاد بأن جرعة منخفضة من النالتريكسون قد تفيد في علاج السرطان وفيروس نقص المناعة البشرية والتصلب المتعدد عن طريق "تطبيع" جهاز المناعة. ومع ذلك ، البيانات غير متوفرة. تمت الموافقة على النالتريكسون لعلاج إدمان الكحول والمواد الأفيونيةترامادول ، مسكن للألم أفيوني

## أنظر أيضا
- قوائم الأدوية
- قائمة المستوطنات الصيدلانية الترويجية خارج التسمية
- تسويق الاستخدام خارج التسمية